# Marquesado de Poal

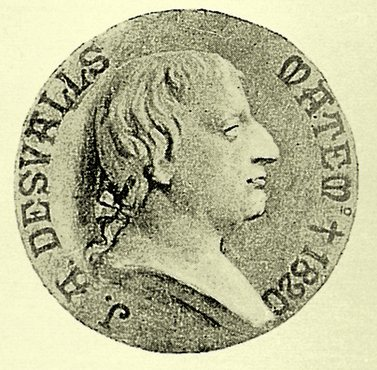
Retrato de Juan Antonio Desvalls y de Ardena, III marqués de Poal, VI marqués de Lupiá, y marqués consorte de Alfarrás.

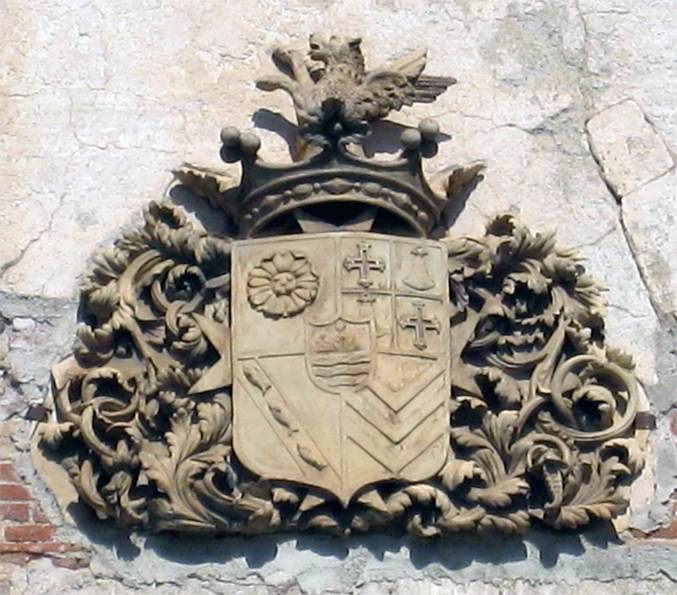
Armas de la Familia Desvalls, en el Parque del Laberinto de Horta, construido por Juan Antonio Desvalls.

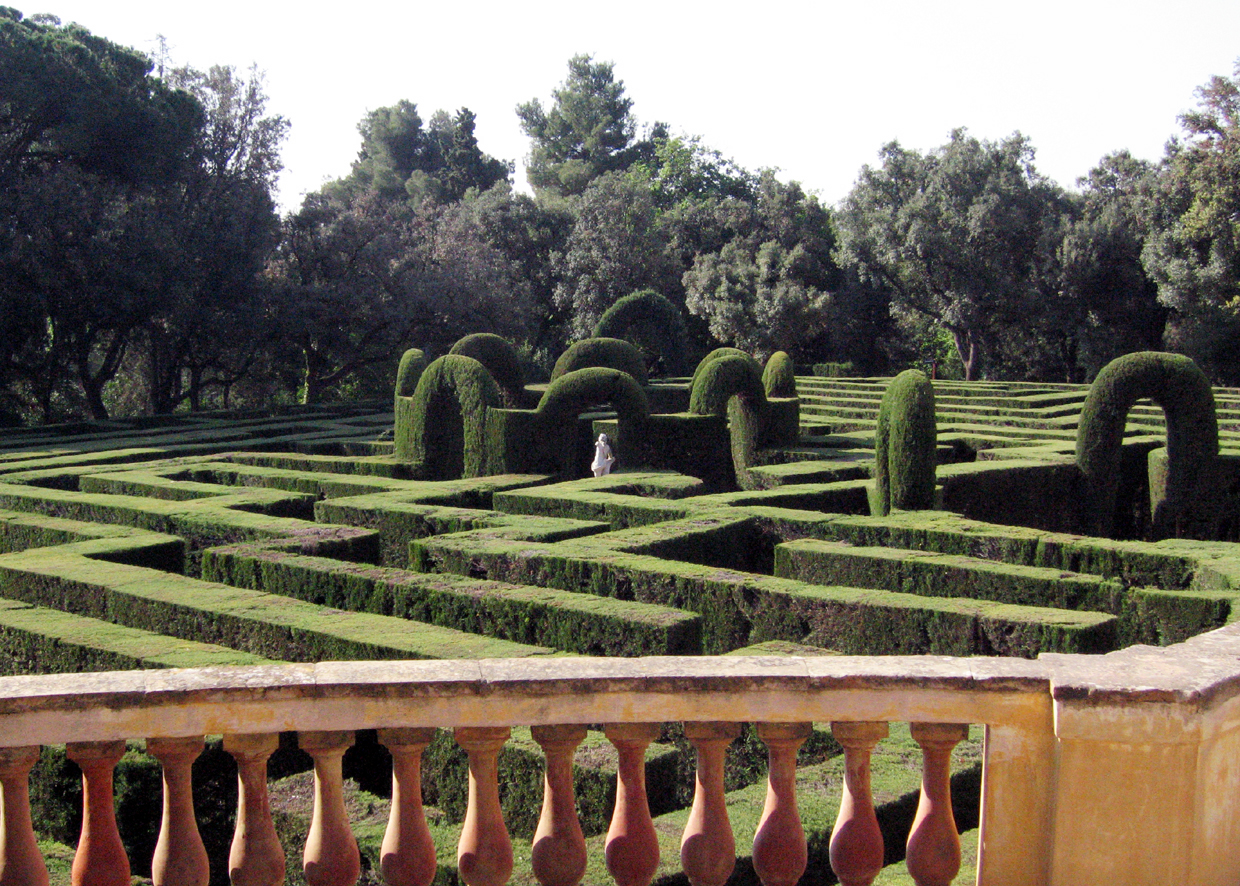
El Parque del Laberinto de Horta, en Barcelona.

El Marquesado de Poal es un título nobiliario español creado en 1706 por el Archiduque pretendiente Carlos de Austria, a favor de Antonio Desvalls y Vergés, Señor de Poal, Coronel de Infantería, destacado militar en la Guerra de sucesión española
Este título fue reconocido por el rey Felipe V mediante Real Despacho, el 12 de febrero de 1725 a su hijo Francisco Desvalls y Alegre.
Su denominación hace referencia al municipio de Poal, en la provincia de Lérida (España).

## Marqueses de Poal
|                                     | Titular                             | Periodo                             |
| Creación por Carlos VI de Habsburgo | Creación por Carlos VI de Habsburgo | Creación por Carlos VI de Habsburgo |
| ----------------------------------- | ----------------------------------- | ----------------------------------- |
| I                                   | Antonio Desvalls y Vergés           | 1706-1724                           |
| II                                  | Francisco Desvalls y Alegre         | 1725-                               |
| III                                 | Juan Antonio Desvalls y Ardena      | ? -1820                             |
| Rehabilitación por Alfonso XIII     |                                     |                                     |
| IV                                  | Juan de Desvalls y de Amat          | 1921-                               |
| Rehabilitación por Juan Carlos I    |                                     |                                     |
| V                                   | Luis Desvalls y Trías               | 1985-1989                           |
| VI                                  | Juan Manuel Desvalls y Maristaany   | 1990-actual titular                 |

## Historia de los Marqueses de Poal
- Antonio Desvalls y Vergés (1666-1724), I marqués de Poal. Le sucedió su hijo:

- Francisco Desvalls y Alegre, II marqués de Poal. Le sucedió su hijo:

- Juan Antonio Desvalls y Ardena (1740-1820), III marqués de Poal, VI marqués de Lupiá.

1. Casó con María Teresa de Ribas y de Olzinellas, III marquesa de Alfarrás.

Rehabilitado en 1921 por:
- Juan Bautista de Desvalls y de Amat (n. en 1858), IV marqués de Poal (biznieto del tercer marqués), VII marqués de Alfarrás, XI marqués de Lupiá.

Rehabilitado en 1985 por:
- Luis Desvalls y Trías (fallecido en 1987), V marqués de Poal, IX marqués de Alfarrás, XII marqués de Lupiá.

1. Casó con Margarita Maristany y Manén. Le sucedió, en 1990, su hijo:

- Juan Manuel Desvalls y Maristany /n. en 1933), VI marqués de Poal.

1. Casó con María Rosa de Pineda y Churruca.

## Nota
El quinto marqués de Poal tuvo también los siguientes hijos:
1. Luis Desvalls y Maristany, X marqués de Alfarrás.
2. Carlos Desvalls y Maristany, XIII marqués de Lupiá.
3. Margarita Desvalls y Maristany.